# Túrony, Baranya
Túrony este un sat în districtul Siklós, județul Baranya, Ungaria, având o populație de 271 de locuitori (2011). 

## Demografie
Componența etnică a satului Túrony
     Maghiari (94,24%)
     Croați (2,52%)
     Romi (2,16%)
     Germani (1,08%)
Componența confesională a satului Túrony
     Romano-catolici (34,32%)
     Fără religie (22,88%)
     Reformați (19,93%)
     Luterani (2,21%)
     Atei (2,21%)
     Necunoscută (18,45%)
Conform recensământului din 2011, satul Túrony avea 271 de locuitori. Din punct de vedere etnic, majoritatea locuitorilor (94,24%) erau maghiari, existând și minorități de croați (2,52%), romi (2,16%) și germani (1,08%). Nu există o religie majoritară, locuitorii fiind romano-catolici (34,32%), persoane fără religie (22,88%), reformați (19,93%), atei (2,21%) și luterani (2,21%). Pentru 18,45% din locuitori nu este cunoscută apartenența confesională.